# Тозейнт Рікеттс
Тозейнт Рікеттс (англ. Tosaint Ricketts, нар. 6 серпня 1987, Вікторія) — канадський футболіст, нападник клубу (?) та національної збірної Канади.

## Клубна кар'єра
Народився 6 серпня 1987 року в місті Вікторія. Був одним з найкращих бігунів на короткі відстані в провінції Альберта, а почав свою молодіжну кар'єру в Університеті штату Вісконсін Грін-Бей.
Тойзент почав кар'єру в фінському клубі «МюПа». 2 травня 2009 року в матчі проти «Інтера» (Турку) він дебютував у Вейккауслізі. 11 травня в поєдинку проти ГІКа Ректтс забив свій перший гол за команду. 3 серпня 2010 року в матчі Ліги Європи проти румунської «Тімішоари» він зробив «дубль», після чого румунський клуб проявив інтерес до нападника.
У листопаді того ж року Тойзент підписав з румунською командою трирічний контракт. 26 лютого 2011 року в матчі проти «Газ-Метану» він дебютував у румунській Лізі І. 5 березня в поєдинку проти ЧФР Рікеттс забив свій перший гол за «Тімішоару». У тому ж році він допоміг команді завоювати срібні медалі національної першості, але команда через фінансові проблеми була відправлена до Ліги ІІ, де Тозейнт провів наступний сезон, допомігши команді зайняти перше місце та повернутись в еліту. Проте після цього команда була розформована і Рікеттс був звільнений від контракту.
У 2012 році Рікеттс переїхав у Норвегію, де недовго грав у Тіппелізі за «Волеренгу» та «Саннес Ульф».
У вересні 2013 року Рікеттс перейшов у турецький «Буджаспор». 14 вересня в матчі проти «Фетхієспора» він дебютував у другому за рівнем турецькому дивізіоні. 22 вересня в поєдинку проти «Адана Деміспор» Тойзент зробив «дубль», забивши свої перші голи за «Буджаспор». Всього до кінця сезону канадець забив 7 голів в 25 матчах чемпіонату.
Влітку 2014 року Ріккеттс перейшов у ізраїльський «Хапоель» (Хайфа). 13 вересня в матчі проти «Хапоеля Акко» він дебютував у ізраїльському чемпіонаті. 9 лютого 2015 року в поєдинку проти «Бейтара» Тойзент забив свій перший гол за команду з Хайфи.
Влітку 2015 року, після Золотого кубка КОНКАКАФ, Ріккеттс перейшов у турецький «Болуспор». 14 серпня в матчі проти «Кайсері Ерджиесспор» він дебютував за нову команду. 30 жовтня в поєдинку проти «Кардемір Карабюкспора» Тойзент забив свій перший гол за «Болуспор». На початку 2016 року Рікеттс покинув «Болуспор» у зв'язку з конфліктом по невиплаті зарплати.
20 липня 2016 року Рікеттс підписав контракт з канадським клубом «Торонто». 24 липня в матчі «Ді Сі Юнайтед» він дебютував у MLS. 4 серпня в поєдинку проти «Реал Солт-Лейк» Тойзент забив свій перший гол за новий клуб. У першому півфіналі Східної конференції проти «Нью-Йорк Сіті» він забив гол і допоміг «Торонто» здобути перемогу. Наразі встиг відіграти за команду з Торонто 23 матчі в національному чемпіонаті.

## Виступи за збірні
2007 року залучався до складу молодіжної збірної Канади, взявши участь у домашньому молодіжному чемпіонаті світу. На молодіжному рівні зіграв у 9 офіційних матчах, забив 5 голів. Крім того, він виступав за олімпійську збірну Канади в 2008 році в передолімпійській кваліфікації КОНКАКАФ, в якій він забив двічі в матчі проти Гватемали.
9 лютого 2011 року дебютував в офіційних іграх у складі національної збірної Канади в товариському матчі проти збірної Греції. 1 червня в поєдинку проти збірної Еквадору Рікеттс забив свій перший гол за національну команду. 
Влітку того ж року він потрапив в заявку на участь у Золотому кубку КОНКАКАФ. На турнірі Рікеттс взяв участь у матчі проти збірної Панами.
У 2013 році Тозейнт вдруге поїхав на Золотий кубок КОНКАКАФ. На турнірі він зіграв у матчах проти збірних Мартиніки, Мексики та Панами.
У 2015 році Рікеттс потрапив у заявку збірної на участь у домашньому Золотому кубку КОНКАКАФ. На турнірі він зіграв у матчах проти збірних Коста-Рики, Ямайки та Сальвадору.
У 2017 році вчетверте поспіль у складі збірної був учасником розіграшу Золотого кубка КОНКАКАФ 2017 року у США.
Наразі провів у формі головної команди країни 56 матчів, забивши 15 голів.

### Голи за збірну Канади
| #   | Дата              | Місце                                      | Противник          | Рахунок | Результат | Змагання                            |
| --- | ----------------- | ------------------------------------------ | ------------------ | ------- | --------- | ----------------------------------- |
| 01. | 1 червня 2011     | Бімо Філд, Торонто, Канада                 | Еквадор            | 2:2     | 2:2       | Товариський матч                    |
| 02. | 6 вересня 2011    | Хуан Рамон Лоубрель, Баямон, Пуерто-Рико   | Пуерто-Рико        | 0:3     | 0:3       | Чемпіонат світу 2014 (кваліфікація) |
| 03. | 15 листопада 2011 | Бімо Філд, Торонто, Канада                 | Сент-Кіттс і Невіс | 4:0     | 4:0       | Чемпіонат світу 2014 (кваліфікація) |
| 04. | 15 серпня 2012    | Сентрал Бровад Ріджнл Парк, Лодерхилл, США | Тринідад і Тобаго  | 1:0     | 2:0       | Товариський матч                    |
| 05. | 12 жовтня 2012    | Бімо Філд, Торонто, Канада                 | Куба               | 1:0     | 3:0       | Чемпіонат світу 2014 (кваліфікація) |
| 06. | 27 травня 2014    | СВК Мауер, Амштеттен, Австрія              | Молдова            | 1:1     | 1:1       | Товариський матч                    |
| 07. | 9 вересня 2014    | Бімо Філд, Торонто, Канада                 | Ямайка             | 3:1     | 3:1       | Товариський матч                    |
| 08. | 30 березня 2015   | Хуан Рамон Лоубрель, Баямон, Пуерто-Рико   | Пуерто-Рико        | 0:1     | 0:3       | Товариський матч                    |
| 09. | 16 червня 2015    | Бімо Філд, Торонто, Канада                 | Домініка           | 3:0     | 4:0       | Чемпіонат світу 2018 (кваліфікація) |
| 10. | 16 червня 2015    | Бімо Філд, Торонто, Канада                 | Домініка           | 4:0     | 4:0       | Чемпіонат світу 2018 (кваліфікація) |
| 11. | 4 вересня 2015    | Бімо Філд, Торонто, Канада                 | Беліз              | 1:0     | 3:0       | Чемпіонат світу 2018 (кваліфікація) |
| 12. | 4 вересня 2015    | Бімо Філд, Торонто, Канада                 | Беліз              | 2:0     | 3:0       | Чемпіонат світу 2018 (кваліфікація) |
| 13. | 6 жовтня 2016     | Марракеш, Марракеш, Марокко                | Мавританія         | 1:0     | 4:0       | Товариський матч                    |
| 14. | 6 жовтня 2016     | Марракеш, Марракеш, Марокко                | Мавританія         | 4:0     | 3:0       | Товариський матч                    |
| 15. | 22 січня 2017     | Національний стадіон, Гамільтон, Бермуди   | Бермудські Острови | 2:0     | 4:2       | Товариський матч                    |

## Титули і досягнення
- Чемпіон Канади (2):

«Торонто»: 2017, 2018
- Володар Суперкубка Литви (1):

«Судува»: 2019